# Baletta
Il gioco della baletta è uno sport di squadra tradizionale della Val d'Esino, Valsassina e dei paesi del Lago di Como, dove è documentato sia attraverso testimonianze orali raccolte da studi etno-antropologici, che all'interno di pubblicazioni. In particolare la squadra di Esino Lario era nota fin dall'Ottocento per la sua destrezza. Il gioco è simile al tennis senza racchette e utilizza una palla dura colpita con la mano aperta; per questo richiede potenza fisica, agilità, sicurezza di colpo e padronanza di palla. Vi sono testimonianze orali di partite disputate fino agli anni Cinquanta.

## Regole
Si gioca in piazza in due squadre da 6 persone, più un arbitro (detto cascin) che urla i punti durante la partita. La palla da usare è di gomma dura, del diametro di circa 10 cm. La palla può essere colpita unicamente dalla mano aperta, al volo o dopo un rimbalzo.
La piazza deve essere delimitata con una riga a metà, chiamata linea di fal. Viene posta in testa a uno dei due spazi delimitati una pietra larga tondeggiante, il piodel. I vicoli dal lato opposto sono la zona di pasade. Il battitore della squadra A batte la palla facendola rimbalzare sul piodel. I giocatori delle due squadre colpiscono alternativamente la palla. Se la palla fa 2 rimbalzi bisogna lasciarla fermare da sola o fermarla (tattica di gioco): in corrispondenza del punto di arresto verrà definita la linea della casce prima. Nello stesso modo si arriva a segnare una seconda linea, la casce segonda. Poi si fa cambio campo. Durante il gioco le squadre contano i punti anche delle pasade e dei fal degli avversari: l'azione viene spesso interrotta e ripresa prima di segnare le due casce.
Le due casce definiscono le méte di gioco della fase successiva. Batte ora la squadra B. Nei vari passaggi tra le due squadre, ognuno deve cercare di far fermare la palla oltre la linea definita dalla casce prima. Se la palla si ferma prima di questa linea, è punto della squadra A, che vince la casce. Lo stesso viene fatto per la casce segonda. Anche in questa fase si procede parallelamente con il conteggio dei punti date dai fal e dalle palle in pasade. I punti si calcolano con la progressione 15 – 30 – 40 – giöch. La squadra che vince il giöch va alla battuta nel successivo. Per vincere la partita la squadra deve totalizzare 6 giöch, a cui seguono la rivincita e la “bella”.
Scopo del gioco è totalizzare il maggior numero di punti, che si ottengono mandando la palla in pasade, con un fal della squadra avversaria o vincendo la casce. I fal si fanno se un giocatore colpisce la palla dopo il primo rimbalzo, se tocca la palla con qualsiasi parte del corpo che non sia la mano, se la palla è battuta oltre i limiti della pasade, se è battuta oltre i limiti del campo o al di qua della linea di fal.

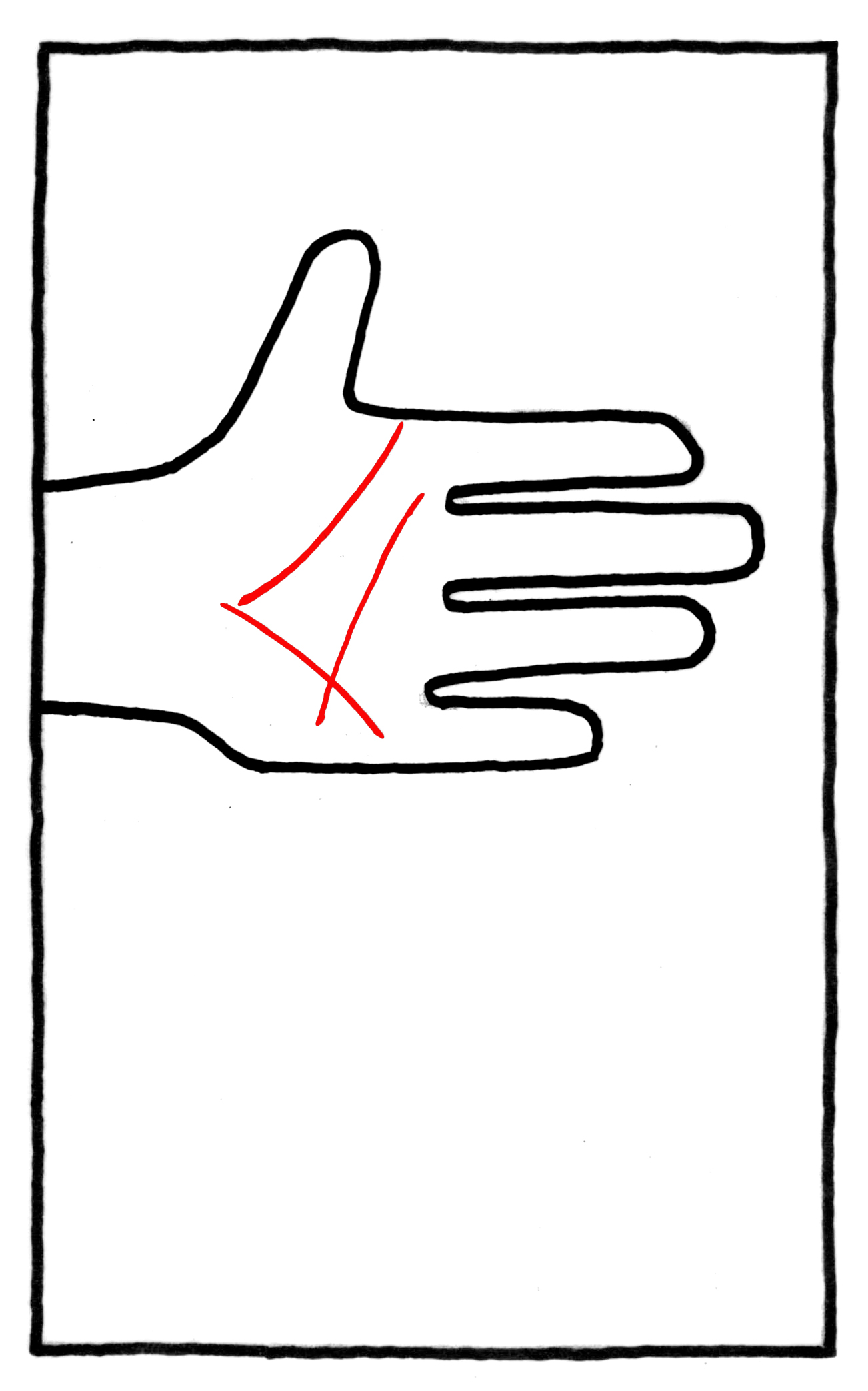
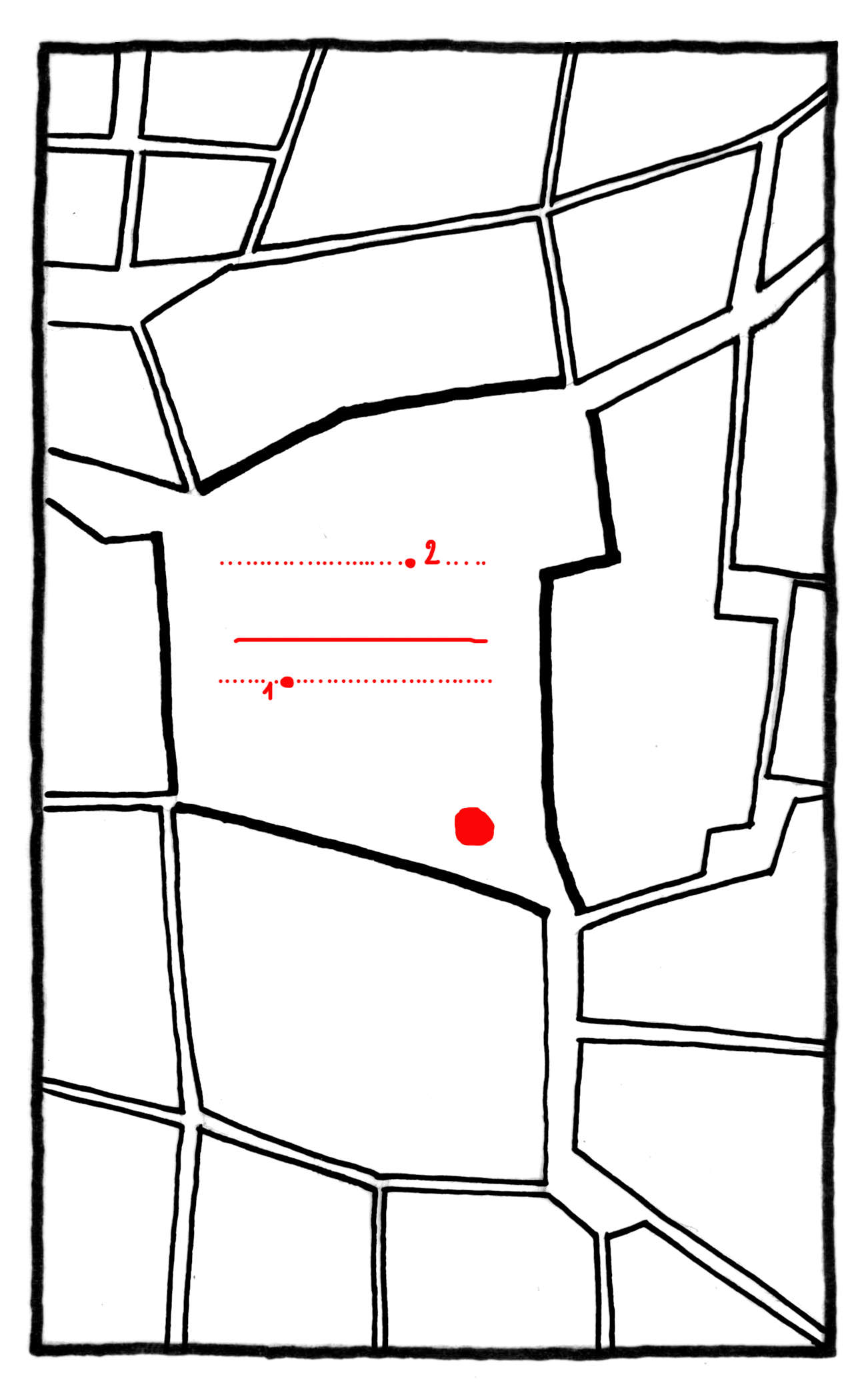
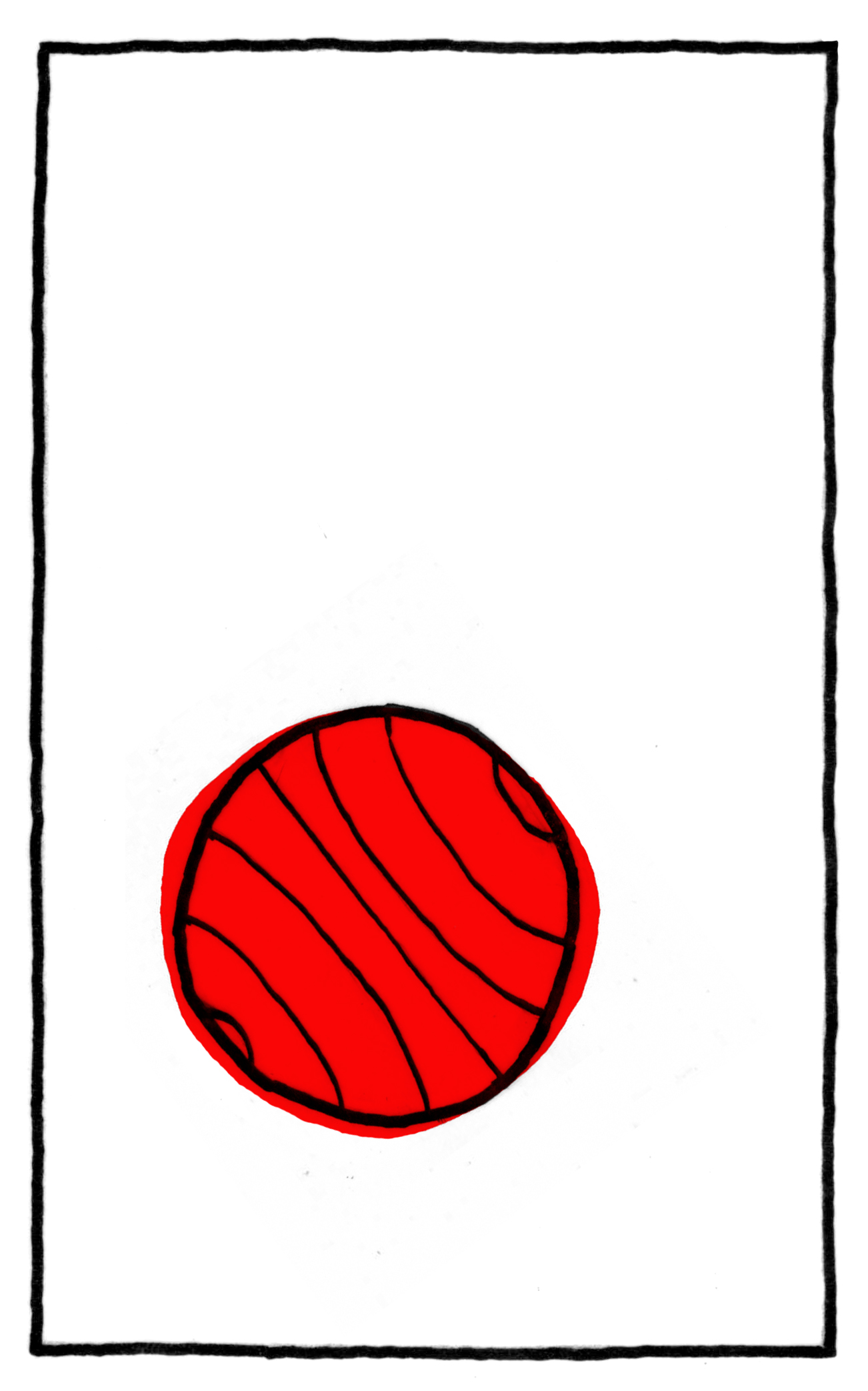